# البطولة الوطنية المجرية 1905
البطولة الوطنية المجرية 1905 (بالمجرية: 1905-ös magyar labdarúgó-bajnokság)‏ هو الموسم 5 من  البطولة الوطنية المجرية. الذي يشرف على تنظيمه اتحاد المجر لكرة القدم، وكان عدد الأندية المشاركة فيه  9، وفاز فيه نادي فيرينتسفاروشي.